# Estación Tuyutí
Tuyutí es una estación de ferrocarril ubicada en el Partido de San Andrés de Giles, Provincia de Buenos Aires, Argentina.
Fue construida por la Compañía General de Ferrocarriles en la Provincia de Buenos Aires en 1908, como parte de la vía que llegó a Rosario en ese mismo año.

## Toponimia
El nombre del lugar significa “barro blanco” en guaraní, y conmemora el triunfo en la batalla de Tuyutí lograda por el ejército argentino al mando del General Mitre el 24 de mayo de 1866 contra el gobierno del Paraguay. 
La estación fue habilitada al público, al igual que su vecina estación Espora, el 8 de febrero de 1911, según datos obrantes en el museo ferroviario de Buenos Aires.
Actualmente no posee tráfico de trenes de ningún tipo, aunque la Asociación Amigos del Belgrano realiza tareas de preservación de la traza como desmalezamiento y mantenimiento de vías.